# Cerkiew Zaśnięcia Najświętszej Maryi Panny w Tarnawie Górnej
Cerkiew Zaśnięcia Najświętszej Maryi Panny w Tarnawie Górnej – dawna parafialna cerkiew greckokatolicka, znajdująca się w Tarnawie Górnej, wzniesiona w 1817.
Od 1947, po wysiedleniach Ukraińców, stoi opuszczona. Obiekt w 1993 wpisany do rejestru zabytków.

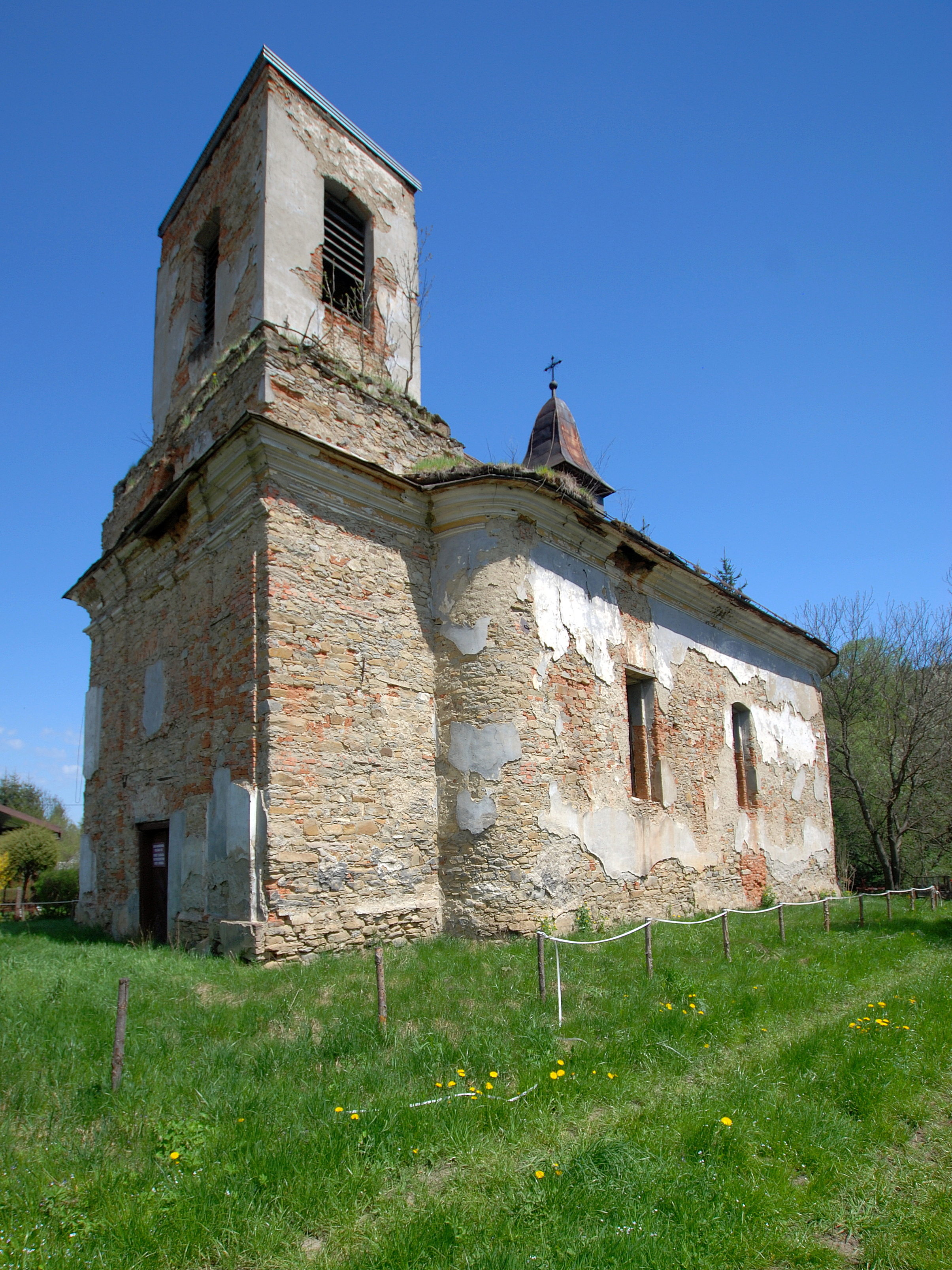
Elewacja boczna
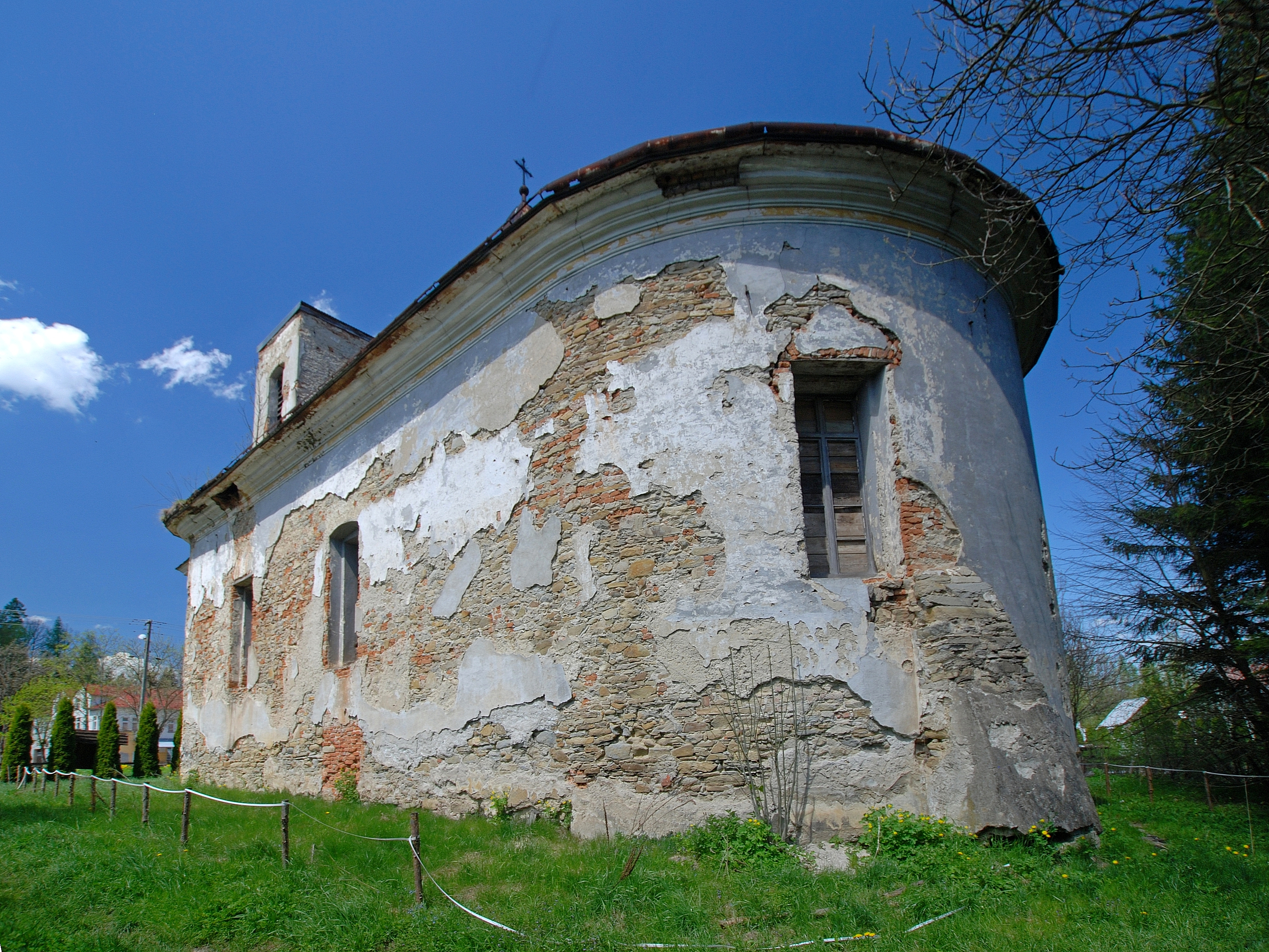
Elewacja tylna
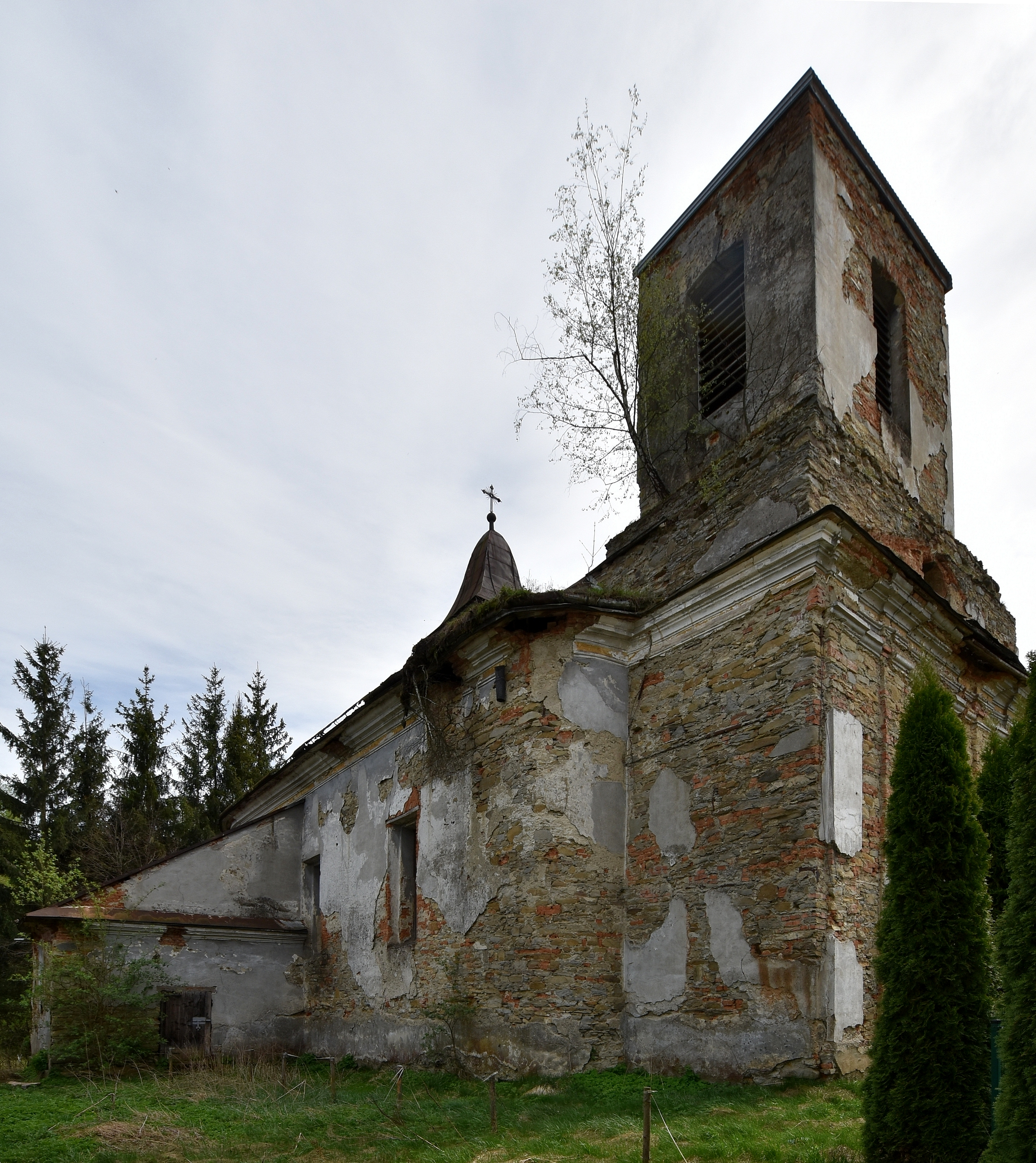
Elewacja boczna